# West End-Cobb Town
 West End-Cobb Town és una concentració de població designada pel cens dels Estats Units a l'estat d'Alabama. Segons el cens del 2000 tenia 3.924 habitants.

## Demografia
Segons el cens del 2000, West End-Cobb Town tenia 3.924 habitants, 1.646 habitatges, i 1.120 famílies La densitat de població era de 367,7 habitants/km².
Dels 1.646 habitatges en un 24,1% hi vivien nens de menys de 18 anys, en un 45,8% hi vivien parelles casades, en un 17% dones solteres, i en un 31,9% no eren unitats familiars. En el 29,2% dels habitatges hi vivien persones soles el 12,8% de les quals corresponia a persones de 65 anys o més que vivien soles. El nombre mitjà de persones vivint en cada habitatge era de 2,38 i el nombre mitjà de persones que vivien en cada família era de 2,91.
Per edats la població es repartia de la següent manera: un 22,8% tenia menys de 18 anys, un 7,5% entre 18 i 24, un 26,8% entre 25 i 44, un 25,5% de 45 a 60 i un 17,5% 65 anys o més.
L'edat mediana era de 40 anys. Per cada 100 dones hi havia 90 homes. Per cada 100 dones de 18 o més anys hi havia 85,2 homes.
La renda mediana per habitatge era de 22.418 $ i la renda mediana per família de 28.544 $. Els homes tenien una renda mediana de 25.955 $ mentre que les dones 18.608 $. La renda per capita de la població era de 13.067 $. Aproximadament el 15,3% de les famílies i el 18,2% de la població estaven per davall del llindar de pobresa.

## Poblacions properes
El següent diagrama mostra les poblacions més properes.